# 酒井忠亮
酒井 忠亮（さかい ただあき、明治3年閏10月2日（1870年11月24日） - 昭和3年（1928年）8月1日）は、明治時代から昭和時代前期の華族。忠稠系小浜藩酒井家別家、越前国敦賀藩第8代藩主・酒井忠経の長男。幼名は松之助。正室は松平康英の娘鉚。子は酒井忠英、義男。

## 経歴
東京に生まれ、明治17年（1884年）7月8日の華族令により子爵となる。学習院高等科、帝国大学法科を卒業。明治34年（1901年）8月2日、補欠選挙で貴族院議員に選出され、研究会に属し常務委員を務めた。
大正2年（1913年）3月15日、伯剌西爾（ブラジル）拓殖株式会社が設立され、取締役会長となる。東華生命保険、東北電力、横浜倉庫の社長を務めたほか、横浜正金銀行、高砂商事、海外興産等の役員を務めた。昭和3年（1928年）、59歳で死去した。子の忠英が跡を継いだ。

## 栄典
位階
- 1895年（明治28年）12月20日 - 正五位[3]
- 1915年（大正4年）12月28日 - 従三位[4]
- 1925年（大正14年）1月14日 - 正三位[5]

勲章等
- 1928年（昭和3年）8月1日 - 勲二等旭日重光章[6]